# كورتيس كينغ
كورتيس كينغ (بالإنجليزية: Curtis King)‏ هو لاعب كرة قاعدة أمريكي، ولد في 25 أكتوبر 1970 في نوريستاون ‏ في الولايات المتحدة.

## وصلات خارجية
- كورتيس كينغ على موقعبيزبول رفرنس.كوم (الدوري الرئيسي) (الإنجليزية)